# 加拿大交通
加拿大是一已發展國家，其經濟包括了廣大國土內的原料開採與出口。因此，加拿大的交通運輸系統擁有總長超過140萬公里的公路、10座主要的國際機場、300座小型機場、總長72,093公里的鐵路，以及超過300座通往太平洋、大西洋、北極海、五大湖與聖羅倫斯海道（Saint Lawrence Seaway）的商業港口。 2005年，交通運輸部門約占加拿大全國4.2% GDP（加拿大礦業及石油天然氣開採業約占3.7%）。
加拿大交通部監督和規範加拿大管轄範圍內的各種交通運輸。交通部首長為交通部長。加拿大運輸安全委員會（Transportation Safety Board of Canada）透過事故調查與提出安全建議，維持加拿大的交通運輸安全。
加拿大目前南方與北方之間的交通運輸發展仍存有巨大的落差，南方各省和育空地區的交通設施通常較為完善，但北方如西北地區和紐芬蘭的拉布拉多交通運輸仍舊十分的落後， 努納武特地區則是加拿大唯一沒有公路運輸的行政區，只能靠空運和海運來維持該地區的運作。
| 產業                          | 各產業占全交通運輸GDP百分比 (%) |
| ----------------------------- | ------------------------------- |
| 空中運輸                      | 9                               |
| 鐵路運輸                      | 13                              |
| 水路運輸                      | 3                               |
| 卡車運輸                      | 35                              |
| 公共運輸與地面乘客運輸        | 12                              |
| 導管運輸                      | 11                              |
| 風景區和觀光交通/運輸支援協助 | 17                              |
| 總和                          | 100                             |

## 公路

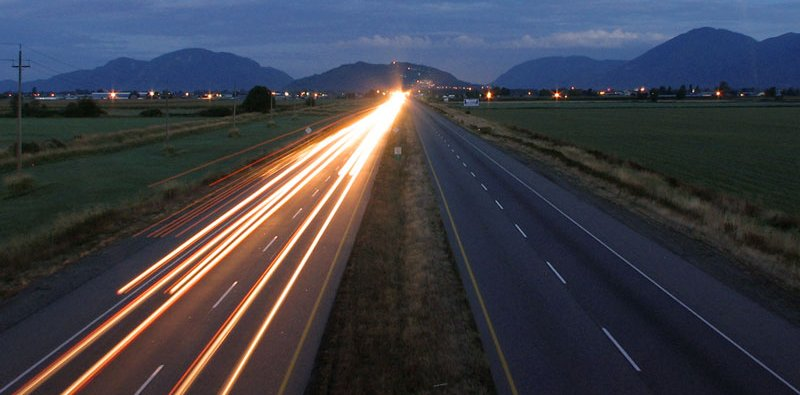
加拿大橫貫公路

加拿大境內公路總長約為1,042,300公里，其中約有413,600公里是已鋪面的公路。（包括17,000公里的快速道路）。到2006年為止，未鋪面的公路約有626,700公里。
2006 年，加拿大登記的公路車輛有19,499,843輛，其中96.1%的車輛小於4.5公頓，2.3%的車輛介於4.5公頓與15公頓之間，1.6%的車輛 大於15公頓。這些車輛的行駛里程約為3261.4億公里，其中2969億公里是小於4.5公頓的車輛所行駛，74億公里是介於4.5公頓與15公頓之間 的車輛，218公里是大於15公頓的車輛。介於4.5公頓與15公頓之間的卡車有92.2%的行駛里程數屬於省內行程，4.5%是跨省行程，3.2%是美加之間的行程。大於15公頓的卡車有58%的行駛里程數屬於省內行程，18.4%是跨省行程，15.4%是美加之間的行程，8.4%是加拿大外的行程。

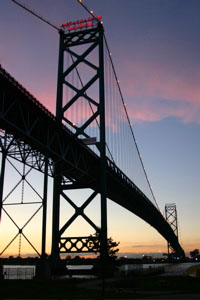
在安大略省温莎與密西根州底特律之間的大使橋 （Ambassador Bridge），有四分之一的美加貿易是透過此橋。

加拿大的車輛共消耗3110萬立方米的汽油與1010萬立方米的柴油。 交通運輸總GDP有35%由貨車運輸產出，25%為鐵路、水路和空中運輸（其他是產業運送、管線、風景區與輔助活動） 因此公路是加拿大乘客與貨運的主要方式。
在西北公路系統（阿拉斯加公路）和加拿大橫貫公路計畫啟動之前，道路與公路是由省級和地方政府所管理。1942年所建造的阿拉斯加公路，是為了滿足二戰時期的軍事目的，連結不列顛哥倫比亞聖約翰堡（Fort St. John）與阿拉斯加費爾班克斯。 由國家與省級政府共同負擔支出的橫貫公路，隨著1949年12月10日《加拿大橫貫公路法案》的實施而啟動。總長7,821公里的橫貫公路在1962年完工，總造價為14億。
在國際上，加拿大道路連結了美國下48州與阿拉斯加。安大略運輸部（Ministry of Transportation）維護省內的道路網絡，並聘請運輸部執行官執行《加拿大運輸法案》及相關規範。

## 空中運輸
空中運輸約占2005年交通運輸部門GDP的9%。加拿大最大的航空公司為加拿大航空，也是加拿大的國家航空公司，2006年乘客數為3400萬，航空器營運數量為368架（包括加航爵士 Air Canada Jazz）。 CHC直升機航空是全球最大的商業直升機營運者之一，擁有144架航空器僅次加航位居第二，1996年成立的廉價航空公司西捷航空以78架名列第三。 加拿大航空產業在1995年美加兩國簽訂開放領空協議（Open skies）後有了明顯改變，市場變得不再規律，而是更為競爭。
加拿大運輸局（Canadian Transportation Agency）派遣運輸執行官為所有航空業者維持航空器的安全標準，並進行定期的航空器檢查。 加拿大航空運輸安全局（Canadian Air Transport Security Authority）是負責加拿大國內空中運輸安全的機構。1994年，加拿大實施「國家機場政策」（National Airports Policy）。

### 主要機場
在超過1,700座已註冊的飛行場、合法的機場、直升飛機場和水上飛機場之中，有26座被特別指定為加拿大國家機場系統（National Airports System，NAS）：包括了所有每年旅客數超過20萬人的機場，以及服務聯邦首都、各個省及地區首府的機場。然而，像是蒙特婁－米拉貝勒國際機場等機場的年旅客數雖然已低於20萬人次，但並未移出名單。 加拿大政府保留這些機場的擁有權，並租賃給地方管理當局。下一級是原屬聯邦政府的64座區域/地方機場，大多數都已轉移給其他擁有者（通常是各市鎮）。
多倫多皮爾遜國際機場是加拿大最繁忙的機場，也是唯一一座進入2006年世界30大機場的加拿大機場（但2007年未進榜）。2009年，前十大機場的旅客數量共有9590萬。未來預測，多倫多皮爾遜國際機場到2020年的年旅客量將達到5500萬人。
根據 NAV CANADA 2008年11月的報告，加拿大有41座機場有航空交通管制塔，59座機場有飛航服務站。
| 排名 | 機場                                     | 地點                   | 總旅客       | 年增率 |
| ---- | ---------------------------------------- | ---------------------- | ------------ | ------ |
| 1    | 多倫多皮爾遜國際機場                     | 安大略多倫多           | 32,334,831   | 2.8%   |
| 2    | 溫哥華國際機場                           | 不列顛哥倫比亞溫哥華   | 17,852,459   | 2.0%   |
| 3    | 卡加利國際機場                           | 亞伯達卡加利           | 12,506,893   | 2.0%   |
| 4    | 蒙特婁皮埃爾·埃利奧特·特魯多國際機場     | 魁北克蒙特婁           | 12,379,843   | -0.2%  |
| 5    | 艾德蒙頓國際機場                         | 亞伯達艾德蒙頓         | 6,437,334    | 6.1%   |
| 6    | 渥太華麥克唐納－卡蒂埃國際機場           | 安大略渥太華           | 4,320,000[A] | 5.5%   |
| 7    | 哈利法克斯羅伯特·洛恩·斯坦菲爾德國際機場 | 新斯科細亞省哈利法克斯 | 3,578,931    | 3.2%   |
| 8    | 溫尼伯詹姆斯·阿姆斯特朗·理查森國際機場   | 曼尼托巴溫尼伯         | 3,570,033    | 0.1%   |
| 9    | 維多利亞國際機場                         | 不列顛哥倫比亞維多利亞 | 1,538,417    | 3.8%   |
| 10   | 基隆拿國際機場                           | 不列顛哥倫比亞基隆拿   | 1,389,883    | 1.9%   |

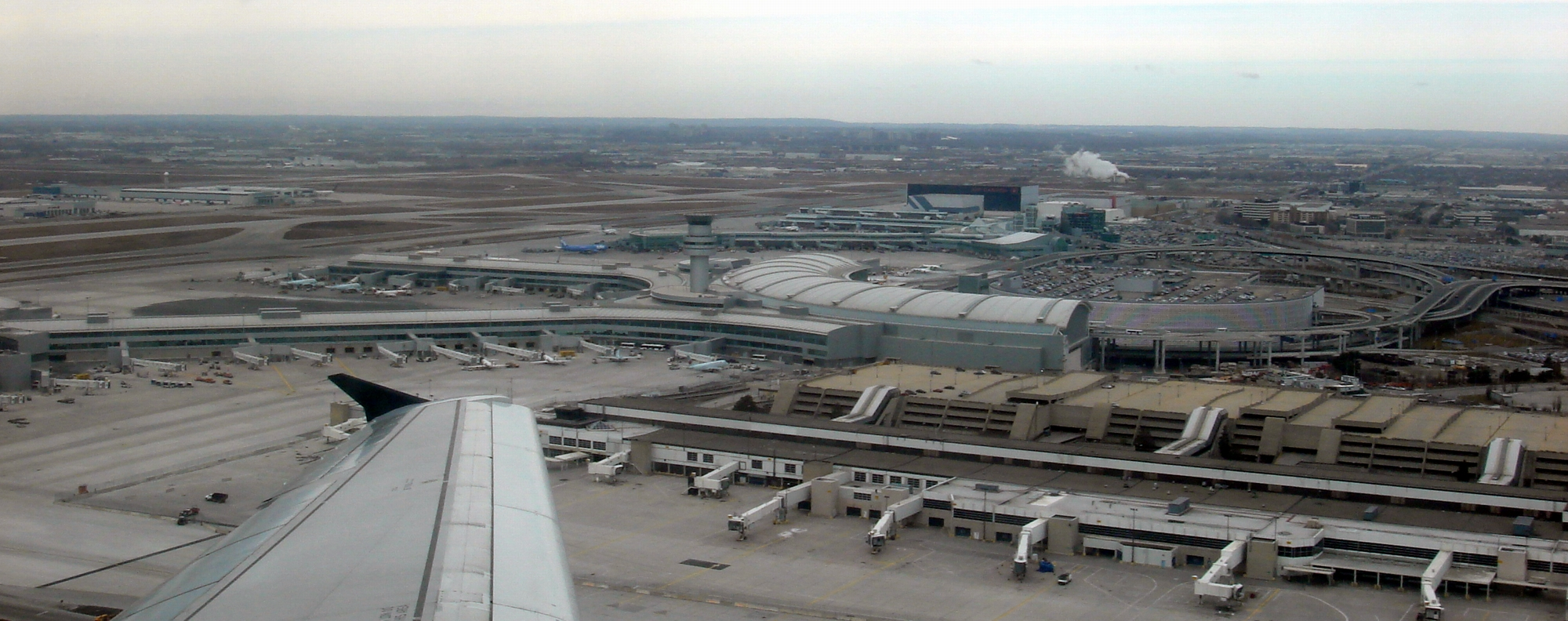
多倫多皮爾遜國際機場，加拿大最繁忙的機場

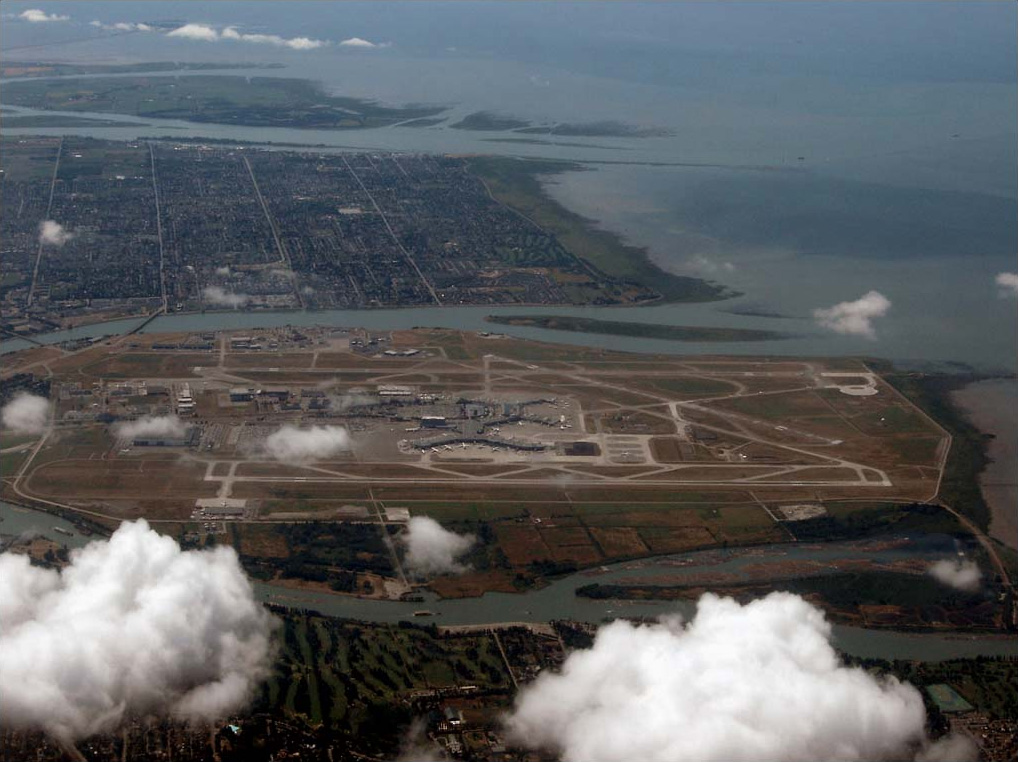
溫哥華國際機場

1. A 2008年渥太華機場旅客數是由圖表估計

## 鐵路

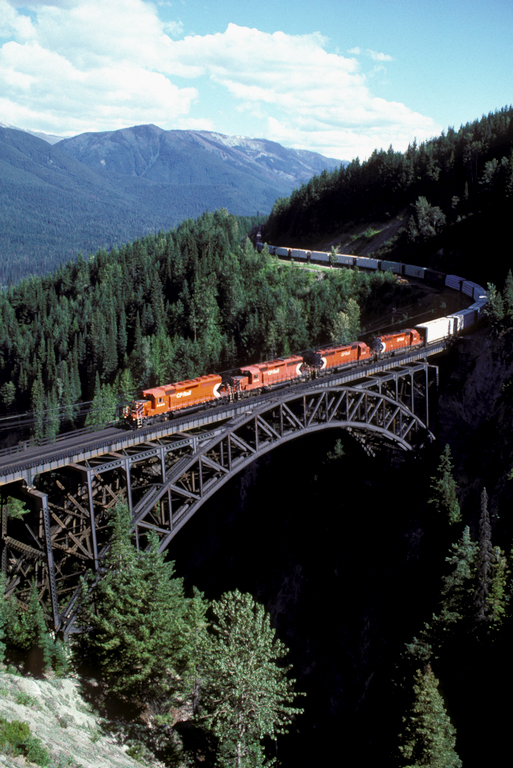
通過羅傑斯隘口（Rogers Pass）的CPR列車。

2007年，加拿大擁有總長72,212公里 的貨運或客運鐵路。城際客運鐵路運輸現已十分稀少，但貨運鐵路仍十分常見。2006年鐵路服務的總收入為1040億，其中只有2.8%是來自客運收入。加拿大國家鐵路與加拿大太平洋鐵路是加拿大兩大主要貨運鐵路公司，雙方業務均遍及北美。2007年，鐵路貨運運輸為3570億噸公里，433萬名乘客共使用了14.4億人公里（與道路車輛的4910億人公里幾乎可以忽略不計）。同年，鐵路產業人員共有34,281名。
全國性的客運服務由聯邦國營企業維亞鐵路提供。三座加拿大城市擁有通勤鐵路：蒙特婁地區由大都會交通局（AMT）提供，多倫多地區為GO運輸所營運，而溫哥華地區營運者則是西岸快車。安大略北地铁路、洛磯登山者（Rocky Mountaineer）和阿爾戈馬中央鐵路（Algoma Central Railway）等較小型的鐵路公司也營運偏遠農村地區的客運服務。
加拿大的鐵路皆使用標準軌。
加拿大的鐵路可通往美國下48州，但並無連接阿拉斯加的鐵路，只有魯珀特王子港的火車渡輪作為聯繫，但曾有建造阿拉斯加加拿大鐵路的提議。

## 水路

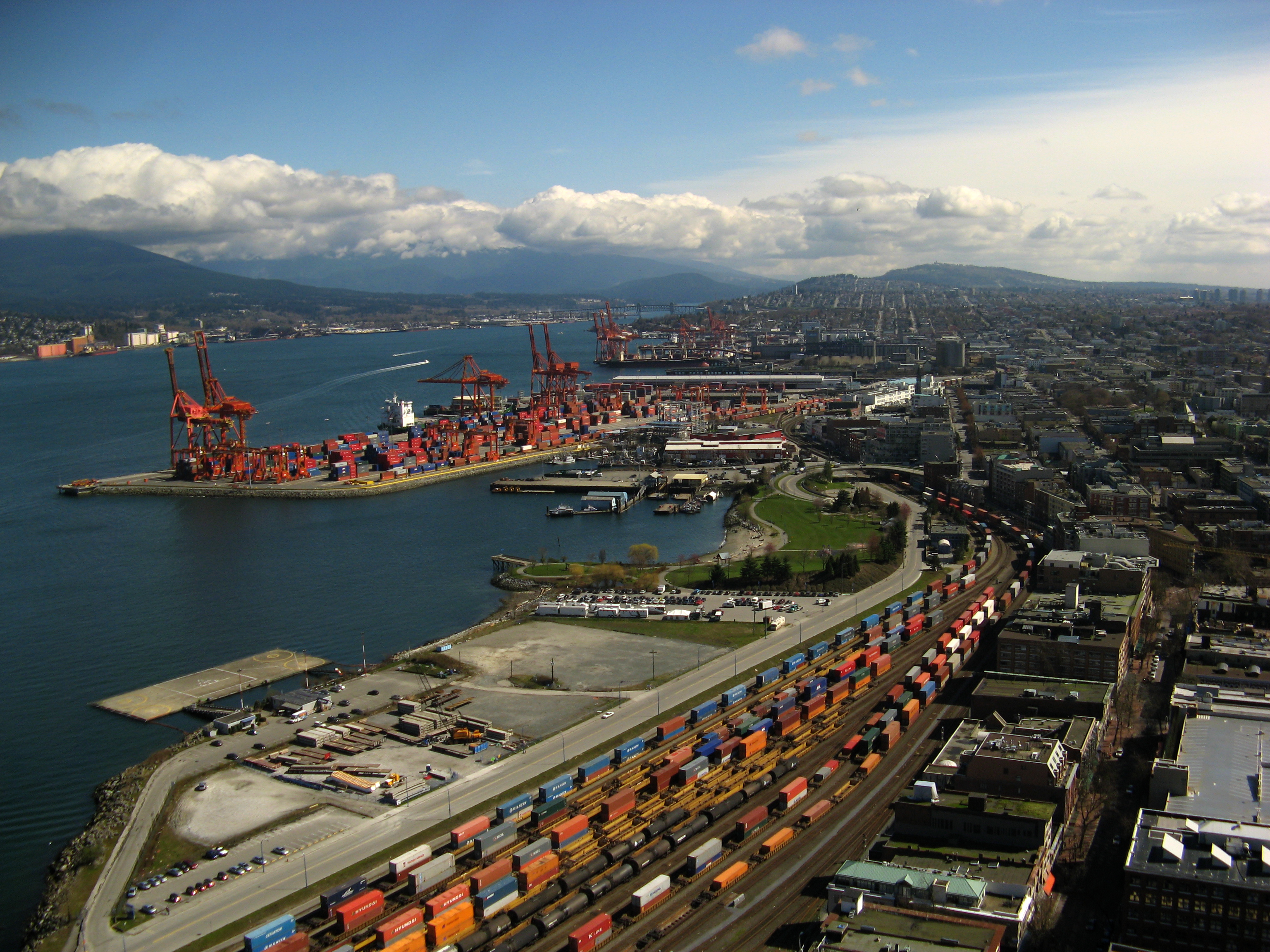
加拿大最繁忙的港口溫哥華港。

2005年，加拿大港口的國內貨物裝卸量為1億3920萬噸。 溫哥華港是加拿大最繁忙的港口，2003年的貨物量為6800萬噸，占全國國內外貨物量的15%。
加拿大交通部負責監督大部份航海登記、大型船舶安全與港口引航事務。 許多加拿大港埠設施的管理職責正在從聯邦政府轉移至其他機構或基層政府。
內陸水路（包括聖羅倫斯海道在內）總長約3000公里。加拿大交通部負責執行管理水路運輸與安全的法案與規範。
| 排名 | 港口       | 省份            | TEUs      | 貨櫃      | 貨櫃貨物 （公頓） |
| ---- | ---------- | --------------- | --------- | --------- | ----------------- |
| 1    | 溫哥華     | 不列顛哥倫比亞  | 2,207,730 | 1,282,807 | 17,640,024        |
| 2    | 蒙特婁     | 魁北克          | 1,288,910 | 794,735   | 11,339316         |
| 3    | 哈利法克斯 | 新斯科細亞      | 530,722   | 311,065   | 4,572,020         |
| 4    | 聖約翰斯   | 紐芬蘭-拉布拉多 | 118,008   | 55,475    | 512,787           |
| 5    | 弗雷澤河   | 不列顛哥倫比亞  | 94,651    | N/A       | 742,783           |
| 6    | 聖約翰     | 新伯倫瑞克      | 44,566    | 24,982    | 259,459           |
| 7    | 多倫多     | 安大略          | 24,585    | 24,585    | 292,834           |

### 渡輪

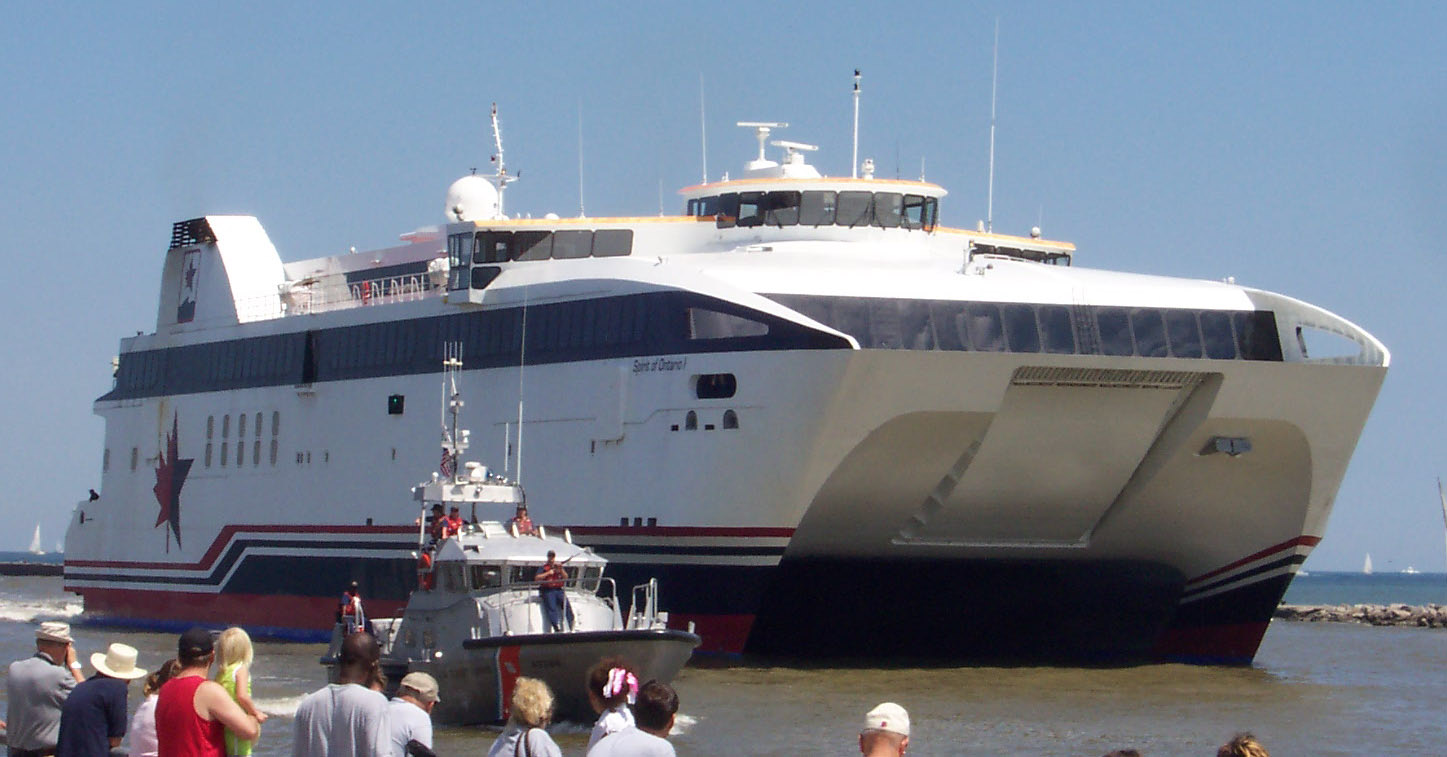
安大略精神一號（Spirit of Ontario I）

- 客運渡輪

溫哥華島至本土
數個陽光海岸社區至本土與阿拉斯加
加拿大至聖皮耶與密克隆群島（國際航線）
- 滾裝船

新斯科細亞至紐芬蘭-拉布拉多
魁北克至拉布拉多
拉布拉多與紐芬蘭島
- 火車渡輪

不列顛哥倫比亞至阿拉斯加或華盛頓州

### 運河

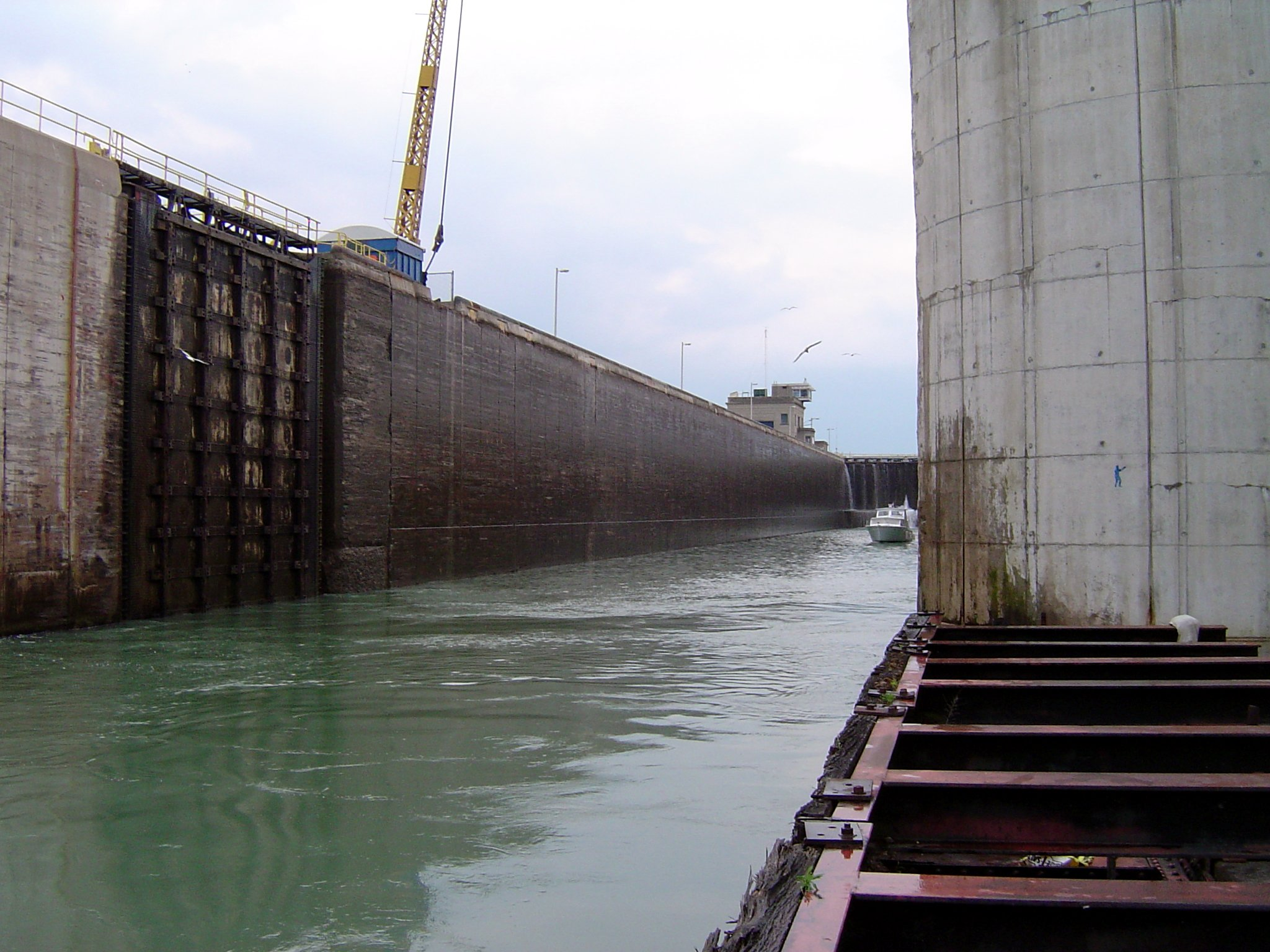
韋蘭運河威勒港（Port Weller）1號水閘

聖勞倫斯水道一度是世界上最大的內陸水域航行系統。加拿大的主要運河是在聖勞倫斯河與五大湖，其他則是次要運河。
- 聖羅倫斯海道
- 韋蘭運河
- 蘇水閘（Soo Locks）
- 特倫特-塞文水道（Trent-Severn Waterway）
- 麗都運河

### 港口
國家港口委員會管理對象有哈利法克斯、聖約翰斯、詩古提米（Chicoutimi）、三河市、邱吉爾（Churchill）與溫哥華。交通部負責監督全加拿大超過300座港口。

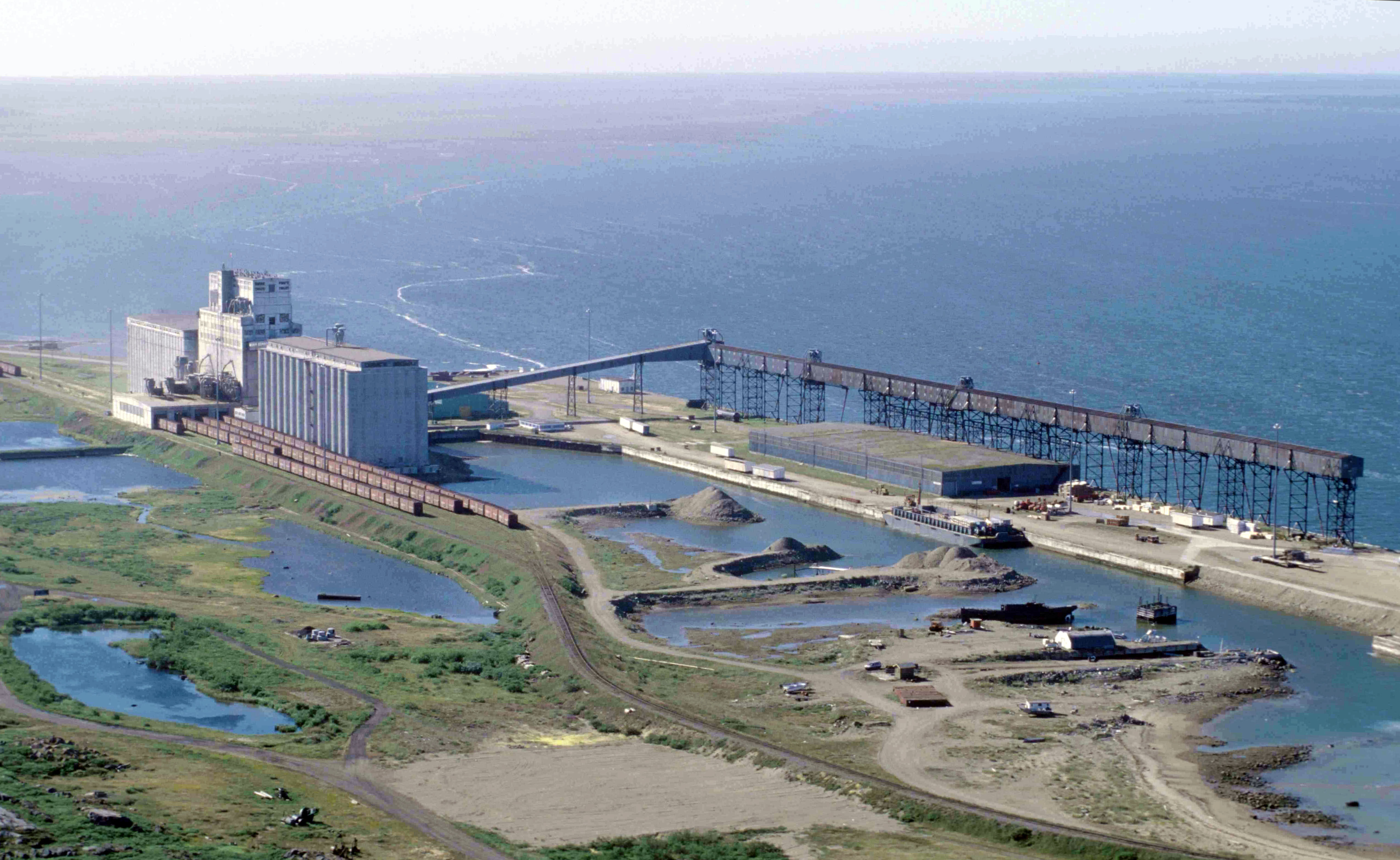
邱吉爾海港

| - 不列顛哥倫比亞維多利亞 - 不列顛哥倫比亞溫哥華 - 不列顛哥倫比亞新威斯敏斯特 - 不列顛哥倫比亞魯珀特王子港 - 新斯科細亞哈利法克斯 - 新伯倫瑞克聖約翰 - 紐芬蘭-拉布拉多聖約翰斯 - 魁北克七島（Sept-Îles） - 新斯科細亞悉尼（Sydney） - 紐芬蘭-拉布拉多博特伍德（Botwood） | - 魁北克Bécancour - 曼尼托巴邱吉爾（Churchill） - 安大略哈密爾頓 - 魁北克蒙特婁 - 魁北克魁北克市 - 魁北克三河市 - 安大略雷灣 - 安大略多倫多 - 安大略温莎 |

### 商船
2007年年底為止，加拿大商船隊共有173艘船隻（1000噸以上），總噸位2,129,243噸，總載重噸716,340噸。

## 管線運輸
管線是加拿大能源開採與運輸網路的一部份，用來運送天然氣、液態天然氣、石油、合成原油與其他石油產品。加拿大運輸原油與成品油的管線長度有23,564公里，液化石油氣管線有74,980公里。

## 都會運輸

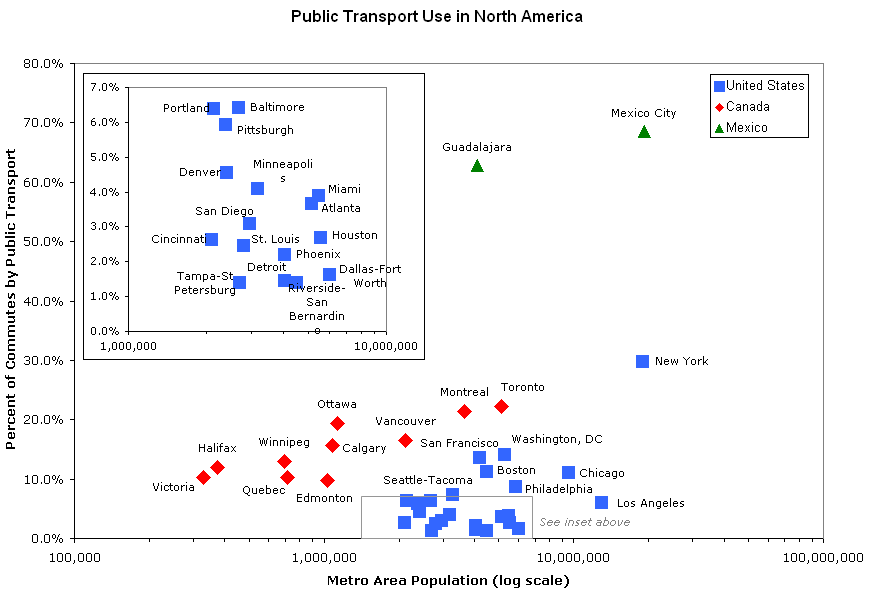
橫軸是北美城市人口數，縱軸是公共運輸使用比例。加拿大使用比例高於美國同規模城市，低於紐約與兩座墨西哥大城。

以公車系統來說，多數加拿大城市都有公共運輸系統。六座加拿大城市擁有捷運系統，三座城市擁有通勤鐵路系統。2006年，11%加拿大人使用大眾運輸前往工作，相較之下，使用汽車有72.3%，走路6.4%，騎腳踏車1.3%。 一般而言，加拿大城市的都會運輸使用率大約是美國同規模都市的二至三倍。人口普查數據顯示4.8％的美國人使用公共運輸系統上班。

### 捷運系統
加拿大目前有六個營運中的大眾捷運系統：多倫多地鐵、蒙特婁地鐵、溫哥華架空列車、卡加利輕鐵、艾德蒙頓輕鐵與渥太華輕鐵。
| 地點                 | 公共運輸系統   | 平日每日乘客量    | 系統總長度         |
| -------------------- | -------------- | ----------------- | ------------------ |
| 安大略多倫多         | 多倫多地鐵     | 945,000（2007年） | 68.3公里（2007年） |
| 魁北克蒙特婁         | 蒙特婁地鐵     | 835,000+          | 65.33公里          |
| 亞伯達卡加利         | 卡加利輕鐵     | 297,500（2008年） | 44.9公里           |
| 不列顛哥倫比亞溫哥華 | 溫哥華架空列車 | 271,000（2007年） | 68.7公里           |
| 亞伯達艾德蒙頓       | 艾德蒙頓輕鐵   | 50,000            | 15.2公里           |
| 安大略渥太華         | 渥太華輕鐵     | 10,000            | 8公里              |

### 通勤鐵路系統
通勤鐵路系統存在於蒙特婁、多倫多與溫哥華：
| 地點                 | 公共運輸系統 | 每日乘客量       | 系統總長度        |
| -------------------- | ------------ | ---------------- | ----------------- |
| 魁北克蒙特婁         | 大都會交通局 | 51,900（2003年） | 201公里（2003年） |
| 安大略多倫多         | GO運輸       | 170,000          | 390公里           |
| 不列顛哥倫比亞溫哥華 | 西岸快車     | 9,146（2006年）  | 65公里            |

## 歷史

### 歐洲接觸
在與歐洲接觸以前，加拿大原住民的交通方式是靠獨木舟、皮艇、木架皮舟，冬天則使用雪鞋、平底雪橇、雪橇等工具。歐洲人接收這些技術以深入大陸內陸，並能透過以聖羅倫斯河和哈德孫灣所提供的水路移動。
19世紀到20世紀初，運輸以紅河牛車或馬拉車為主。海上運輸則是透過手工勞動，如獨木舟或風力航行。水路或陸路移動速度約為時速8至15公里。
聚落沿著河道設立。農產品容易腐爛，貿易中心都大約在50公里以內。村莊周圍是農業地區，大約距離十公里。19世紀末期，蒸氣火車與輪船的問世將更遠的資源與市場互相連接。 鐵路也連接到市中心，旅客能以臥舖或鐵路旅館的方式往返城市。搭乘火車往返城市約要四至五天，與汽車的花費時間相同。人們通常居住在離市中心8公里內的地區，因此火車可用來作為城市間的往返，路面電車作為平時通勤工具。
州際公路和1963年加拿大橫貫公路的完工，促成了帶狀發展，貨車休息站與工業走廊沿著公路發展。

### 發展
卡伯特海峽、貝爾島海峽、岩石森林地形將國家切割成數個地區，如新伯倫瑞克與魁北克之間的區域、休倫湖與蘇必略湖北邊的區域，將安大略與魁北克的工業區域與草原三省農業地帶分隔開來、而不列顛哥倫比亞則有山脈形成障礙。
 — 1956年加拿大年鑑
加拿大交通部成 立於1936年11月2日，負責監督鐵路、運河、港口、海洋和航運，民航，廣播與氣象。1938年的《運輸法案》與修訂後的《鐵路法案》，把對營運商的控 管與規範交至加拿大交通委員會。皇家運輸委員會成立於1948年12月29日，審查運輸服務的所有領域，以消除對加拿大經濟或地理劣勢。委員會也重新審查 鐵路法，以提供統一且具競爭力的運費率。

## 外部連結
- "Transportation and Maps" in Virtual Vault, 加拿大圖書及檔案館的歷史藝術線上展覽
- 北美運輸統計（页面存档备份，存于）